# Saison 2 de Life Unexpected
Chronologie
Saison 1
Cet article présente le guide des épisodes de la deuxième saison de la série télévisée Life Unexpected.

## Distribution

### Acteurs principaux
- Brittany Robertson (VF : Camille Donda) : Lux Cassidy
- Shiri Appleby (VF : Fily Keita) : Cate Cassidy
- Kristoffer Polaha (VF : Guillaume Lebon) : Nathaniel « Baze » Bazile
- Kerr Smith (VF : Antoine Nouel) : Ryan Thomas
- Austin Basis (VF : Taric Mehani) : Math Rogers

### Acteurs récurrents
- Reggie Austin (VF : Sidney Kotto) : Jamie
- Ksenia Solo (VF : Jessica Monceau) : Natasha
- Rafi Gavron (VF : Alexandre Nguyen) : Bug
- Lucia Walters (VF : Martine Irzenski) : Fern
- Austin Butler (VF : Tony Marot) : Jones Mager
- Robin Thomas (VF : Jean Barney) : M. Bazile
- Alexandra Breckenridge (VF : Philippa Roche) : Abby Cassidy
- Cynthia Stevenson (VF : Marie-Frédérique Habert) : Laverne Cassidy
- Rhys Williams (VF : Donald Reignoux) : Gavin
- Shannon Chan-Kent (VF : Geneviève Doang) : Brynn
- Brittney Wilson (VF : Kelly Marot) : Casey
- Susan Hogan (VF : Françoise Pavy) : Ellen Bazile
- Shaun Sipos (VF : Hervé Grull) : Eric Daniels
- Amy Price-Francis (VF : Géraldine Asselin) : Kelly Campbell
- Gina Holden (VF : Hélène Bizot) : Trina Campbell
- Arielle Kebbel (VF : Philippa Roche) : Paige Thomas
- Emma Caulfield (VF : Charlotte Marin) : Emma Bradshaw
- Sarah-Jane Redmond (VF : Blanche Ravalec) : Valerie
- Landon Liboiron (VF : Yoann Sover) : Sam Bradshaw
- Jaime Ray Newman : Julia

## Épisodes

### Épisode 1:On ne peut pas tout avoir
- États-Unis : 14 septembre 2010
- Québec : 11 juillet 2012 sur Séries+
- France : 27 juillet 2012 sur Canal+ Family

- États-Unis : 1,65 million de téléspectateurs (première diffusion)

- Arielle Kebbel (Paige)
- Rafi Gavron (Bug)
- Shaun Sipos (Eric)

### Épisode 2:Réorientation
- États-Unis : 21 septembre 2010
- Québec : 18 juillet 2012 sur Séries+
- France : 30 juillet 2012 sur Canal+ Family

- États-Unis : 1,57 million de téléspectateurs (première diffusion)

- Emma Caulfield (Emma Bradshaw)

### Épisode 3:Petite voleuse
- États-Unis : 28 septembre 2010
- Québec : 18 juillet 2012 sur Séries+
- France : 31 juillet 2012 sur Canal+ Family

- États-Unis : 1,51 million de téléspectateurs (première diffusion)

### Épisode 4:Esprit d'équipe
- États-Unis : 5 octobre 2010
- Québec : 25 juillet 2012 sur Séries+
- France : 1er août 2012 sur Canal+ Family

- États-Unis : 1,51 million de téléspectateurs (première diffusion)

- Amy Price-Francis (Kelly Campbell)
- Ksenia Solo (Natasha Siviac)
- Arielle Kebbel (Paige)

### Épisode 5:Fausses notes
- États-Unis : 12 octobre 2010
- Québec : 25 juillet 2012 sur Séries+
- France : 2 août 2012 sur Canal+ Family

- États-Unis : 1,59 million de téléspectateurs (première diffusion)

- Sarah McLachlan (elle-même)
- Ben Lee (lui-même)
- Rain Perry (lui-même)
- Bethany Joy Galeotti (Haley James Scott)
- Kate Voegele (Mia Catalano)

### Épisode 6:Révélations
- États-Unis : 19 octobre 2010
- Québec : 1er août 2012 sur Séries+
- France : 3 août 2012 sur Canal+ Family

- États-Unis : 1,48 million de téléspectateurs (première diffusion)

### Épisode 7:Sortie scolaire
- États-Unis : 2 novembre 2010
- Québec : 1er août 2012 sur Séries+
- France : 6 août 2012 sur Canal+ Family

- États-Unis : 1,5 million de téléspectateurs (première diffusion)

### Épisode 8:Confessions intimes
- États-Unis : 9 novembre 2010
- France : 7 août 2012 sur Canal+ Family
- Québec : 8 août 2012 sur Séries+

- États-Unis : 1,48 million de téléspectateurs (première diffusion)

- Arielle Kebbel (Paige)
- Reggie Austin (Jamie)

### Épisode 9:Explications musclées
- États-Unis : 16 novembre 2010
- France : 8 août 2012 sur Canal+ Family
- Québec : 8 août 2012 sur Séries+

- États-Unis : 1,33 million de téléspectateurs (première diffusion)

- Emma Caulfield (Emma Bradshaw)
- Krista Allen (Candace Carter)
- Shaun Sipos (Eric)

### Épisode 10:Le fiasco de la Thanksgiving
- États-Unis : 23 novembre 2010
- France : 9 août 2012 sur Canal+ Family
- Québec : 15 août 2012 sur Séries+

- États-Unis : 1,52 million de téléspectateurs (première diffusion)

- Robin Thomas (Jack Bazile)
- Emma Caulfield (Emma Bradshaw)
- Shaun Sipos (Eric)
- Ksenia Solo (Natasha Siviac)

### Épisode 11:Le procès
- États-Unis : 7 décembre 2010
- France : 10 août 2012 sur Canal+ Family
- Québec : 15 août 2012 sur Séries+

- États-Unis : 1,73 million de téléspectateurs (première diffusion)

- Ksenia Solo (Natasha Siviac)

### Épisode 12:Leçons de morale
- États-Unis : 18 janvier 2011
- France : 13 août 2012 sur Canal+ Family
- Québec : 22 août 2012 sur Séries+

- États-Unis : 1,54 million de téléspectateurs (première diffusion)

- Emma Caulfield (Emma Bradshaw)
- Shaun Sipos (Eric)

### Épisode 13:Chaos
- États-Unis : 18 janvier 2011
- France : 14 août 2012 sur Canal+ Family
- Québec : 22 août 2012 sur Séries+

- États-Unis : 1,48 million de téléspectateurs (première diffusion)

- Emma Caulfield (Emma Bradshaw)
- Shaun Sipos (Eric)